# Ichikawa
Ichikawa (japanisch 市川市, -shi; deutsch „Markt am Fluss“) ist eine Großstadt am Ostrand von Tokio in der Präfektur Chiba auf Honshū, der Hauptinsel von Japan.

## Geographie
Ichikawa hat eine Fläche von 56,39 km², eine Ost-West-Ausdehnung von 8,2 km und eine Nord-Süd-Ausdehnung von 13,33 km. Der Fluss Edo bildet im Westen Ichikawas die Grenze nach Edogawa, Tokio.

## Geschichte
Im Stadtbereich befinden sich Muschelhügel aus der Jōmon-Zeit. Im heutigen Stadtteil Kōnodai lag die Provinzhauptstadt der historischen Provinz Shimousa. In der Nähe der Bahnstation Kōnodai wurden Ruinen des Kokubun-ji gefunden.
Die Stadt Ichikawa wurde am 3. November 1934 gebildet aus den Gemeinden Ichikawa (市川町, -machi), Yawata (八幡町, -machi) und Nakayama (中山町, -machi), sowie dem Dorf Kokubun (国分村, -mura) im Landkreis Higashikatsushika. Im November 1949 wurden das Dorf Ōgashiwa (大柏村, -mura), im März 1955 die Gemeinde Gyōtoku (行徳町, -machi) und im Oktober die Gemeinde Minamigyōtoku (南行徳町, -machi) – alle in dem genannten Landkreis – eingemeindet.

## Kultur
- Der japanische Maler Higashiyama Kaii ist Ehrenbürger von Ichikawa. In der Kaii Higashiyama Memorial Hall sind einige seiner Werke ausgestellt.
- Der chinesische Schriftsteller und Politiker Guo Moruo lebte von 1927 bis 1937 mit seiner zweiten Ehefrau, der japanischen Krankenschwester Sato Tomiko in Ichikawa. Sein Wohnhaus ist heute ein Museum.
- Der Lackkünstler Saji Tadashi (1914–1999) ist Ehrenbürger der Stadt.

## Bildung
- Handelshochschule Chiba
- Medizinische und Zahnmedizinische Hochschule Tokio, Kokufu-Campus
- Wayō-Frauenuniversität
- Chiba Museum of Science and Industry

## Wirtschaft
- Wirtschaftlich bedeutsam sind unter anderem die Metall- und die Textilindustrie.
- Am 9. März 1948 wurde durch Tojuro Iijima mit der Yamazaki Baking (jap. Yamazaki Seipan-sho) eine Bäckerei für westliches Brot gegründet. Aus ihr ging die Yamazaki Baking Co., Ltd. (jap. Yamazaki Seipan Kabushiki Gaisha) hervor. Der Firmensitz wurde inzwischen nach Chiyoda, Tokyo verlegt. Das Tochterunternehmen Daily Yamazaki, ein Betreiber von Franchise-Convenience Stores, hat seinen Sitz in Ichikawa.

## Sehenswürdigkeiten
- Der mehr als 700 Jahre alte Hokekyō-ji ist einer der wichtigsten Tempel der Nichiren-shū. Unter anderem beherbergt das Areal eine fünfstöckige Pagode (Gojyunoto), mit einer 1719 hergestellten großen Buddha-Statue (siehe Daibutsu) die größte Bronzestatue der Präfektur Chiba, sowie eine Statue des Gründers der Sekte Nichiren. Die Straße, welche vom Bahnhof Nakayama zur Tempelanlage führt, ist für ihre historischen Gebäude berühmt.
- Auf dem Gelände des ca. 890 gegründeten Katsushika-Hachimangu Schreins befinden sich die als 'Nationale Nature Monument' eingestuften '1000 Ginko Bäume'.
- Folgt man der Daimon Dori gelangt man zum auf einem Hügel gelegenen, im Jahr 737 gebauten Guho-ji.

## Verkehr
- Straße:
  - Higashikantō-Autobahn
  - Keiyo-dōro
  - Nationalstraße 14: nach Chiba
  - Nationalstraßen 357, 464
- Zug:
  - JR East: Chūō-Sōbu-Linie, Keiyō-Linie, Musashino-Linie
  - Keisei Dentetsu: Hauptlinie
  - Toei-U-Bahn: Shinjuku-Linie
  - Tōkyō Metro: Tōzai-Linie
  - Hokusō Tetsudō: Hokusō-Linie

## Städtepartnerschaften
Städtepartnerschaften bestehen mit:
- Gardena (Kalifornien, USA): Städtepartnerschaft seit November 1962
- Leshan (Provinz Sichuan, VR China): Städtefreundschaft seit Oktober 1981
- Medan (Sumatra, Indonesien): Städtepartnerschaft seit 1989
- Rosenheim (Bayern, Deutschland): Städtepartnerschaft seit 2008

## Persönlichkeiten

### Söhne und Töchter der Stadt
- Yūki Abe (* 1981), Fußballspieler
- Masaaki Hayakawa (1934–2024), Komponist
- Masato Hashimoto (* 1989), Fußballspieler
- Michio Hoshino (1952–1996), Naturphotograph
- Kuniko Inoguchi (* 1952), Politikerin
- Tetsuya Kanno (* 1989), Fußballspieler
- Takayuki Kobayashi (* 1974), Politiker
- Nakano Kōji (1925–2004), Autor, Übersetzer, Literaturkritiker
- Atsuko Maeda (* 1991), Schauspielerin, Sängerin und Idol
- Shigeki Maruyama (* 1969), Profigolfer
- Hidetoshi Miyuki (* 1993), Fußballspieler
- Marie Nishiyama (* 1969), Pianistin und Harfenistin
- Takumi Ogawa (* 1987), Fußballspieler
- Peter Takeo Okada (1941–2020), römisch-katholischer Geistlicher, Erzbischof von Tokio
- Moe Oshikiri (* 1979), Modell
- Hiroki Sasaki (* 1993), Fußballspieler
- Tomo Sakurai (1971–2025), Seiyu
- Taiji Sawada (1966–2011), Rock-Musiker
- Toshio Shimakawa (* 1990), Fußballspieler
- Masaki Tanaka (* 1991), Fußballspieler
- Hideomi Yamamoto (* 1980), Fußballspieler

### Persönlichkeiten mit Bezug zu Ichikawa
- Nagai Kafū (1879–1959), Schriftsteller
- Guo Moruo (1892–1978), Schriftsteller und Politiker

## Angrenzende Städte und Gemeinden
- Urayasu
- Funabashi
- Matsudo
- Kamagaya
- Tokio: Stadtbezirk Edogawa